# Ištvan
Ištvan je moško osebno ime.

## Izvor imena
Ime Ištvan je madžarska različica moškega osebnega imena Štefan.

## Pogostost imena
Po podatkih Statističnega urada Republike Slovenije je bilo na dan 31. decembra 2007 v Sloveniji število moških oseb z imenom Ištvan: 43.

## Osebni praznik
Osebe z imenom Ištvan lahko godujejo takrat kot Štefan.